# Acacia cardiophylla
Acacia cardiophylla är en ärtväxtart som beskrevs av George Bentham. Acacia cardiophylla ingår i släktet akacior, och familjen ärtväxter. Inga underarter finns listade i Catalogue of Life.

## Bildgalleri

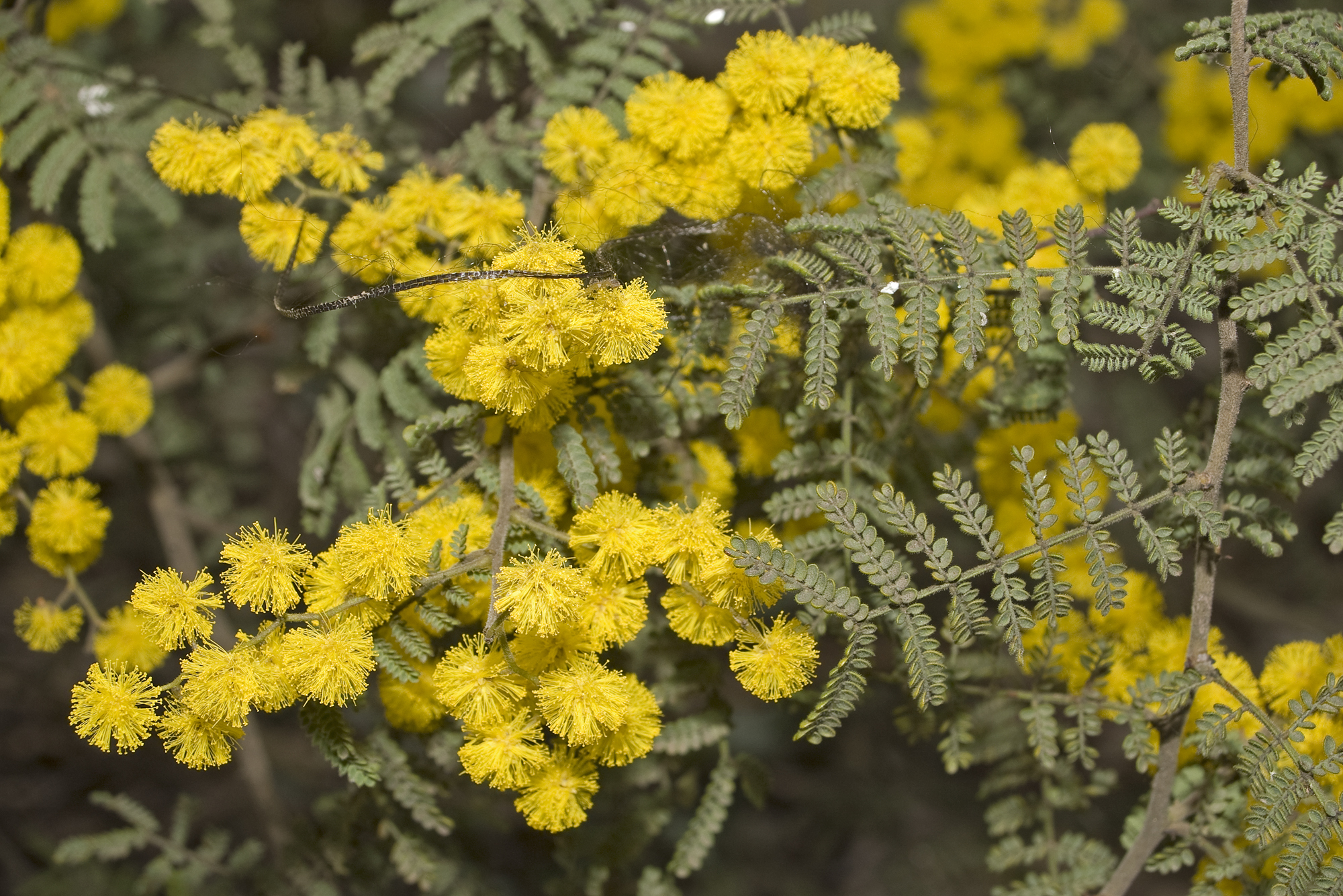